# امروز خواهی مرد
امروز خواهی مرد (به انگلیسی: Today You Die) یک فیلم اکشن آمریکایی محصول سال ۲۰۰۵ به کارگردانی دان ای. فاونتلروی با بازی استیون سیگال در نقش اصلی، این فیلم در تاریخ ۱۳ سپتامبر ۲۰۰۵ در آمریکا به صورت فیلم ویدئویی منتشر شد.

## بازیگران
- استیون سیگال ... هارلن بانک
- سارا جی. باکستون ... راشل نولز
- ماری مورو ... جادا
- نیک مانکوسو
- رابرت میانو ... برونو
- کوین تایگ
- جیمی مکشاین ... وینسنت
- لارنس ترنر ... گارنت
- برت رایس
- کلویی گریس مورتس به عنوان دختر کوچولو
- الین جی تیلور به عنوان خواننده قدیمی تاروت
- هاوتورن جیمز
- دیوید فریبرگر به عنوان پلیس
- مورن پری به عنوان همکار مشترک
- جان گولینو مارشال
- دارن تینگ به عنوان مینگ لی
- جان ویستر به عنوان زنگ زده
- لسلی-آن داون به عنوان مدیر بانک
- جانی آنتونی پنا به عنوان اسپانیایی
- لیزا گرررو به عنوان خبرنگار
- جری تریمبل
- جی جی پری به عنوان دزد
- لس والتون به عنوان خلبان هلیکوپتر
- رندی کوچار به عنوان محافظ وینسنت